# Attentat - Höstmord i München
Attentat - Höstmord i München (ukrainska: Атентат — Осіннє вбивство у Мюнхені) är en ukrainsk dramafilm från 1995 regisserad av Oleksandr Jantjuk (ukrainska: Олександр Янчук).
Filmen handlar om OUN och Stepan Banderas öde under efterkrigstiden. Rollen som Bandera spelades av Jaroslav Muka. Filmen finansierades bland annat av Ukrainska kongresskommittén i USA. 